# Abdij van Val-Notre-Dame
De Abdij van Val-Notre-Dame is een voormalige abdij die zich bevindt ten westen van Antheit, niet ver van Hoei.

## Geschiedenis
Deze abdij werd gesticht in 1180, toen Graaf Albert III van Moha in de plaats Val de Rodum een cisterciënzinnenabdij stichtte. De abdij, vanuit de Abdij van Hocht opgericht, lag in de vallei van de Mehaigne. Deze abdij kwam tot grote bloei in de 13e eeuw, maar van de 14e tot de 16e eeuw, toen er veel oorlog was, werd ze verwoest en raakte ze in verval. Tussen de 17e en de 19e eeuw werd de abdij echter weer opgebouwd. In 1789 echter werd de abdij door de Fransen opgeheven en de bezittingen publiekelijk verkocht. De abdijkerk werd gesloopt en de abdijgebouwen werden omgebouwd tot een kasteel.
In 1901 werd dit complex aangekocht door de Missiezusters van Onze-Lieve-Vrouw Tenhemelopneming (Sœurs missionnaires de l'Assomption). Dezen waren ten gevolge van de seculariseringspolitiek uit Frankrijk verdreven. In 1905 openden zij er een meisjesinternaat. Ook tegenwoordig is dit er nog, zij het ook voor jongens. Het heeft nog steeds een katholieke signatuur en heet nu: Institut Libre du Condroz Saint-François. Er wordt technisch- en technisch handelsonderwijs gegeven.

## Gebouwen

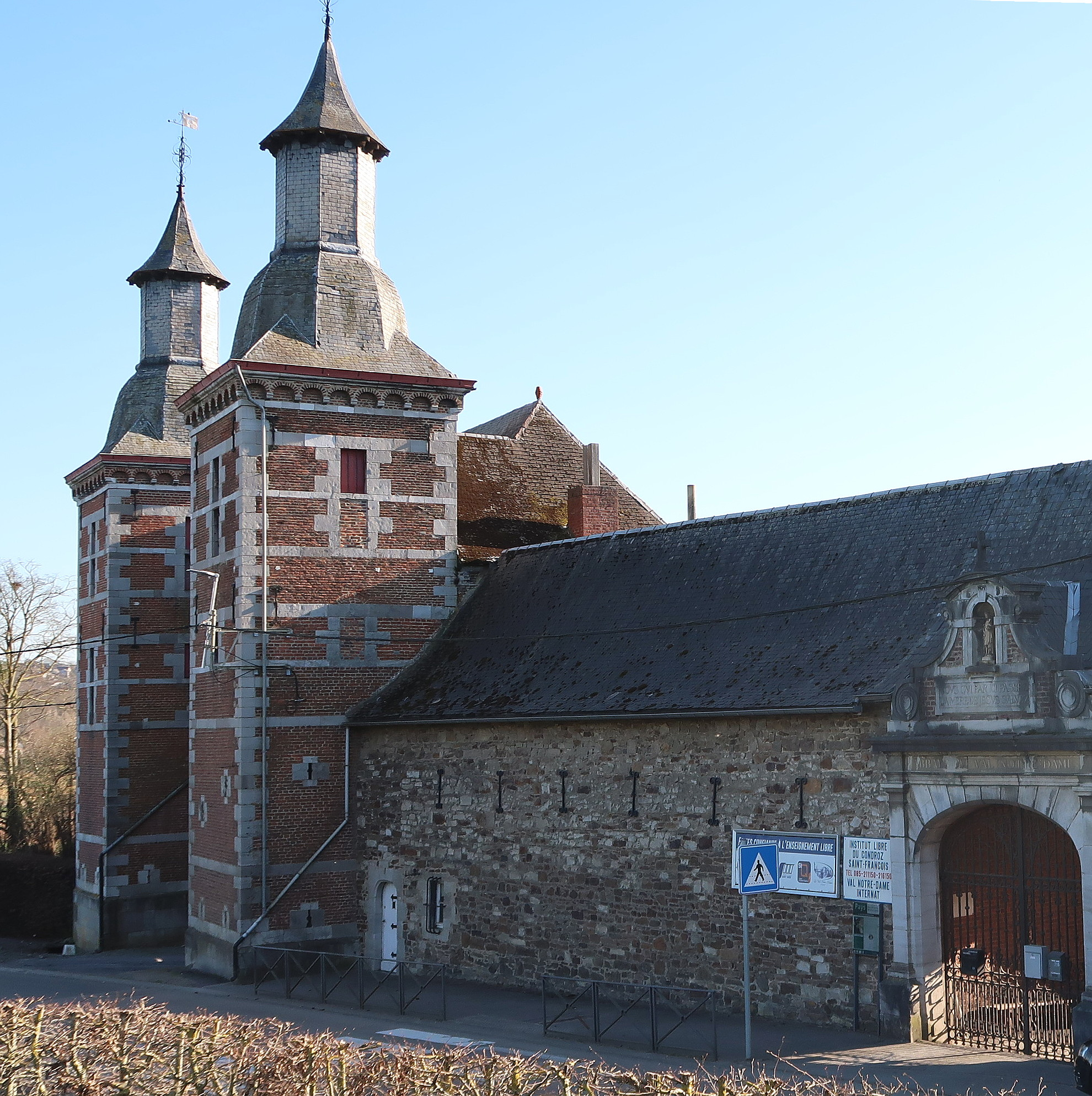

Het oudste gedeelte is het poortgebouw. Het is uit 1629 en gebouwd in Maaslandse renaissancestijl. Het omvat de toegangspoort, geflankeerd door twee vierkante torens met sierlijke spits, en een bijgebouw, waarin de beheerder vroeger huisde. Het geheel is van baksteen met kalkstenen hoekbanden en speklagen.
Ook is er een 17e-eeuwse duiventoren, met een zuilengaanderij. Deze toren stond vroeger in een vijver.
De binnenplaats met een 18e-eeuwse fontein wordt omsloten door een U-vormig gebouwencomplex. De biechtvader en de aalmoezenier leefden in de rechtervleugel, de abdis in de linkervleugel (1741). Het centrale gedeelte werd gebruikt voor ontvangsten en feesten, en het bevat een fraai trappenhuis (1745) en een 18e-eeuwse schouw.
Het gasthuis (hôtellerie) is 17e-eeuws en werd vroeger gebruikt om gasten en pelgrims te ontvangen. De cour d'espagne (Spaans hof) omvat een 17e-eeuwse kloostergang. Dit hof komt aan zijn naam omdat, tijdens de Eerste Wereldoorlog, dit klooster onder bescherming van Spanje stond.
Dan is er nog de kerk, die in 1932 werd gebouwd, aangezien de voorganger einde 18e eeuw werd verwoest.

## Galerij

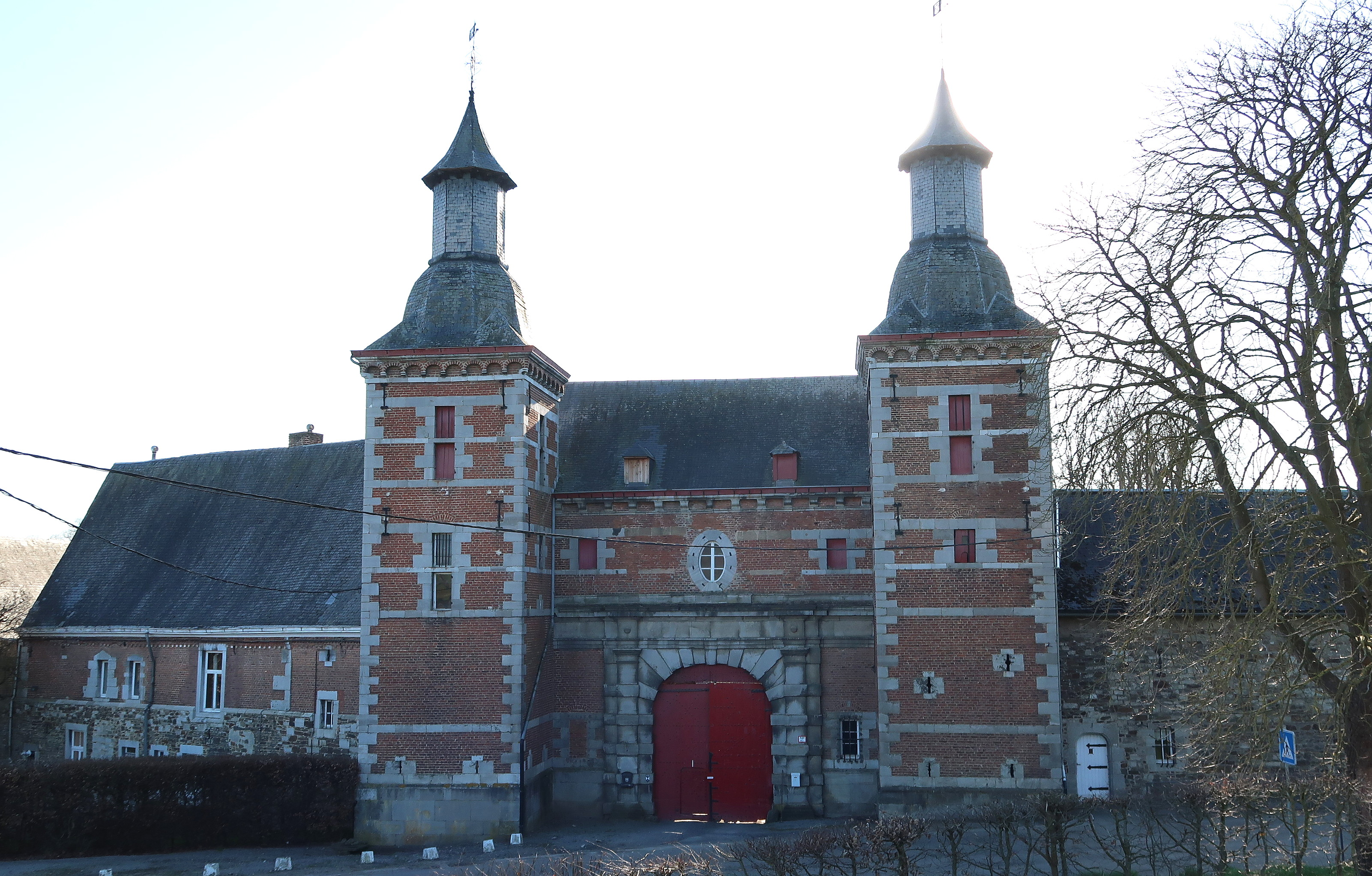
Poortgebouw
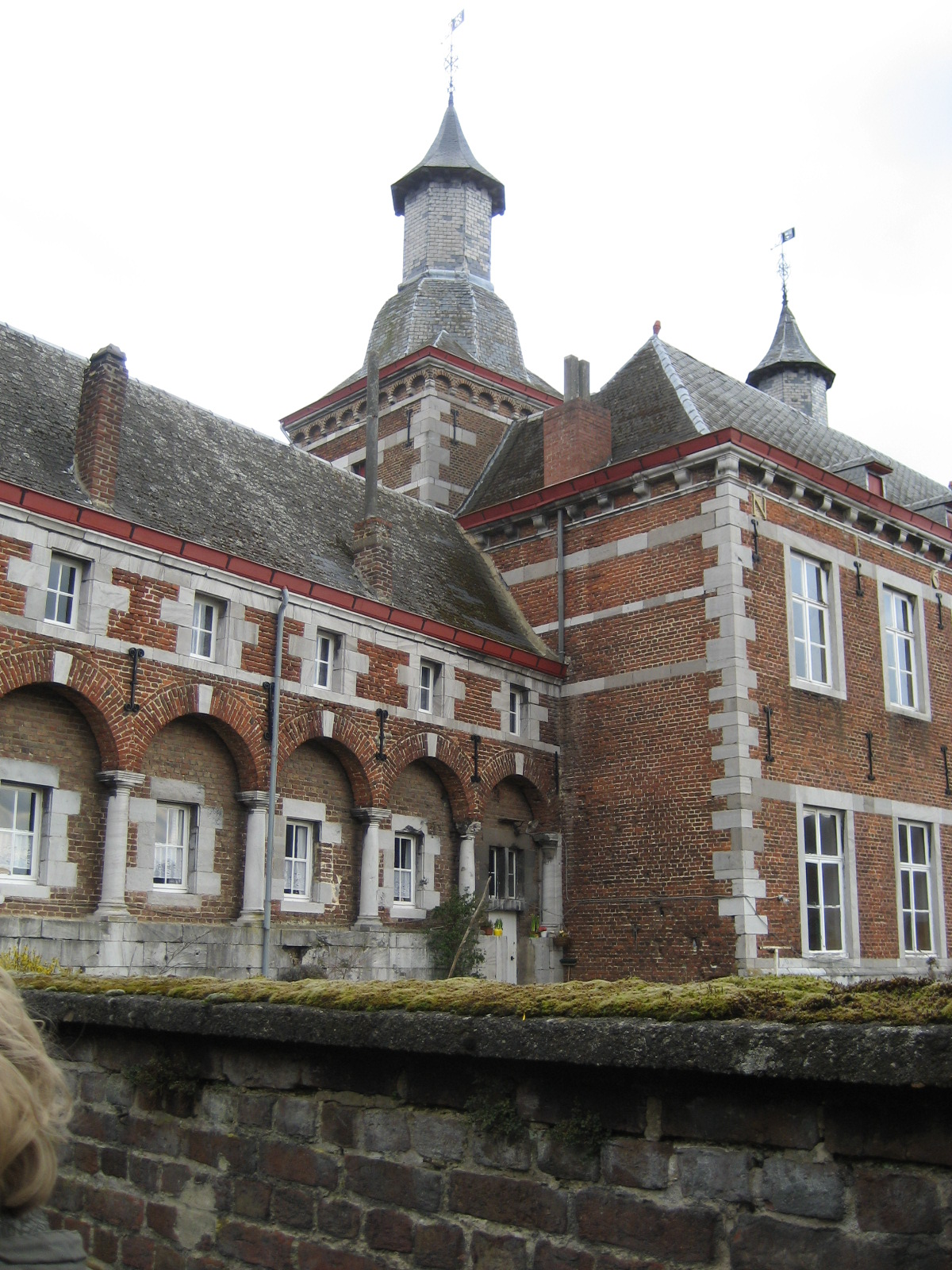
Achterzijde van het abdissenkwartier
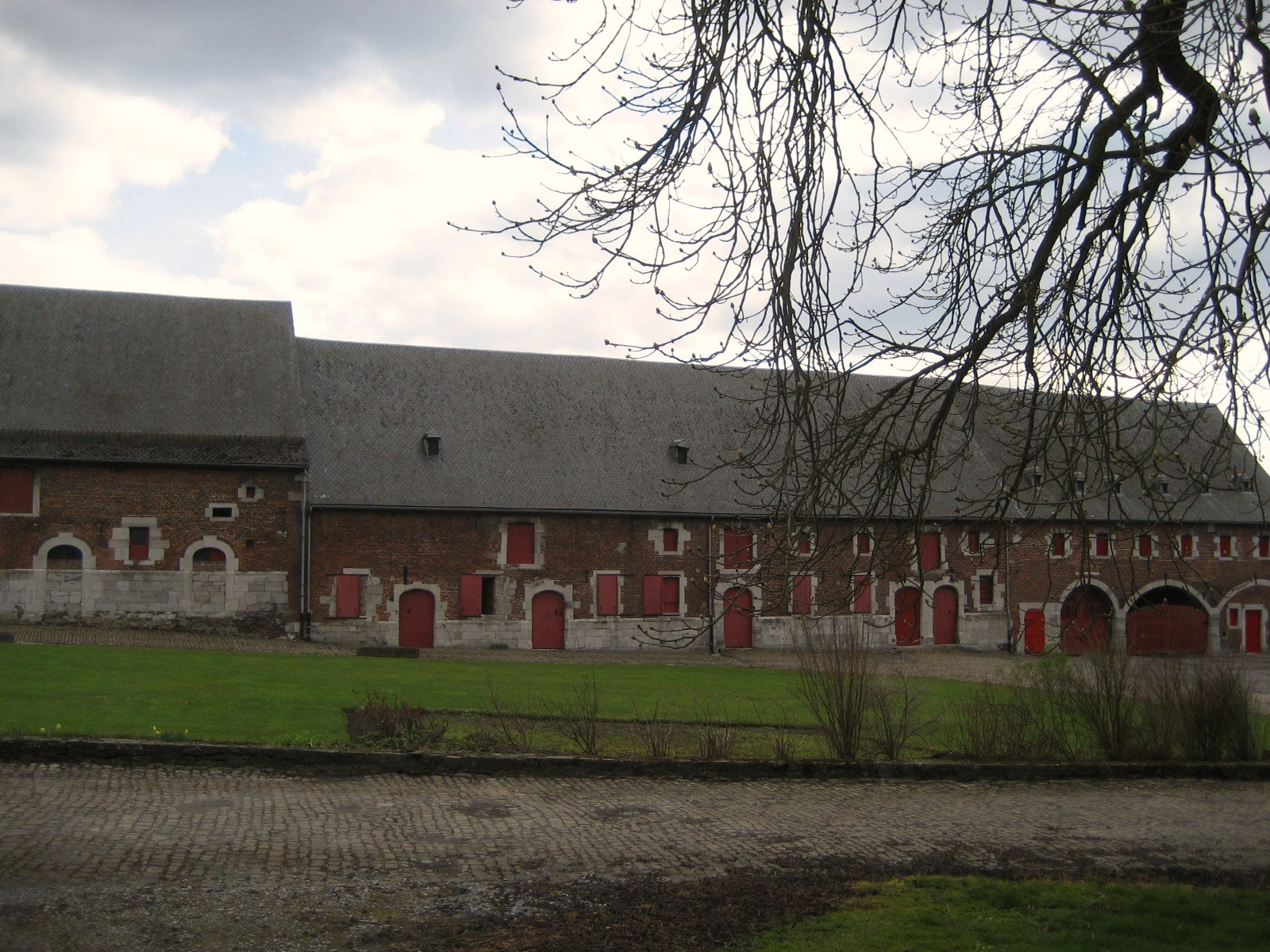
De boerderij
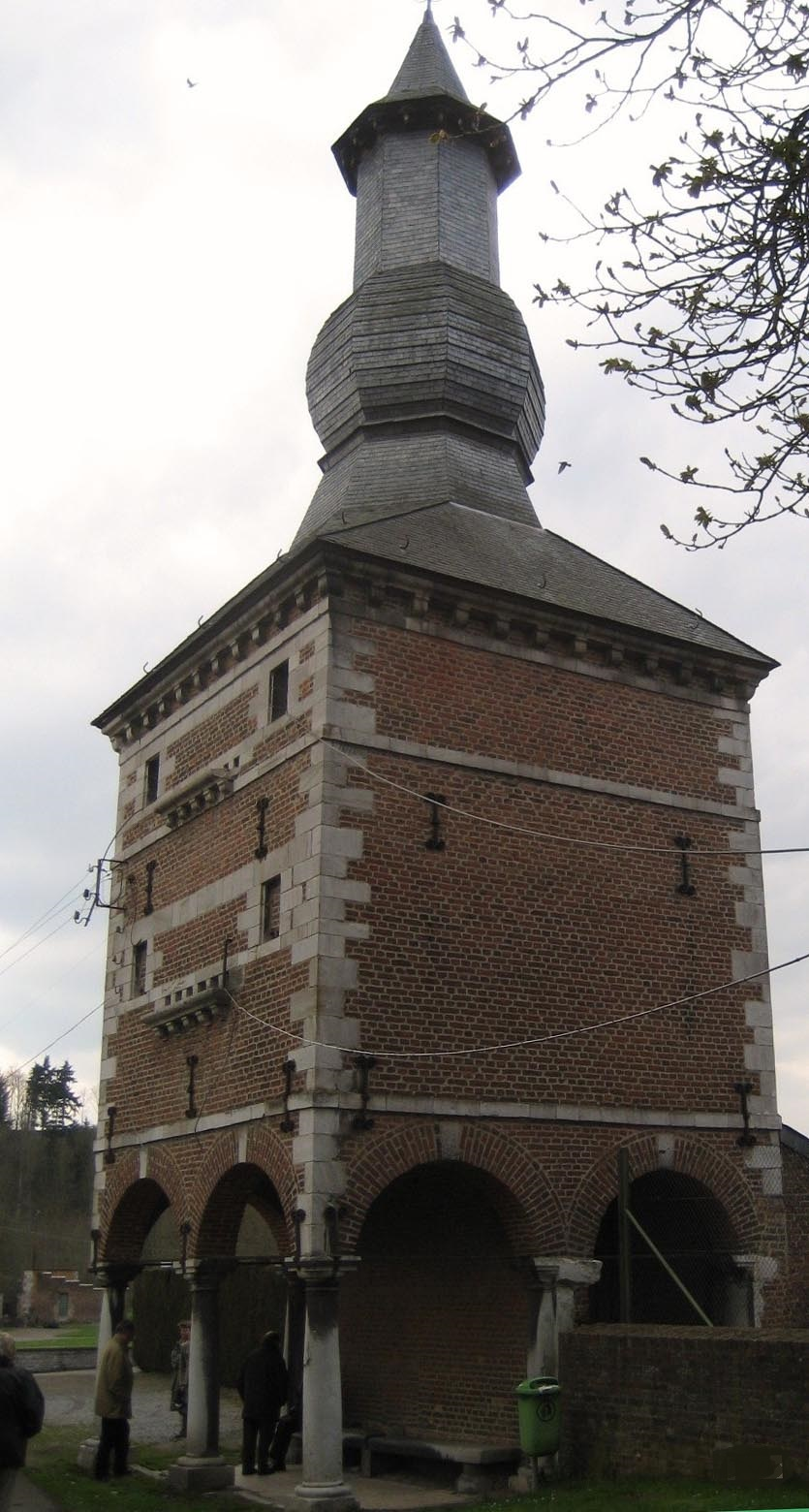
De duiventoren van de abdij